# Кари (језеро)
Језеро Кари (јерм. Քարի լիճ, Кари лич) је планинско глацијално језеро у Јерменији (марз Арагацотн), смештено на врховима планине Арагац. Налази се на платоу надморске висине од 3.207 метара и окружено је планинским врховима. Укупна површина језера је око 30 ха, дужина обалске линије је 1.160 метара а запремина 357.000 м³. Максимална дубина језера је до 8 метара. Током зиме језеро је прекривено снегом и ледом.
На источним обалама језера налази се метеоролошка станица, а од језера води асфалтиран пут ка југу ка Бјураканској опсерваторији.
Током квартарне глацијације највиши планински врхови Јерменије су били прекривени дебелим леденим покривачем чије отапање (почело пре 9.000 година) је условило настанак данашњих форми рељефа у планинским подручјима. Један од тих рецентних глацијалних облика рељефа је управо и језеро Кари на Арагацу. Језеро је настало у некадашњем терминалном басену који су преградиле чеоне морене наталоживши гомилу материјала (од камених блокова до глина)